# Skøyen (stacja kolejowa)
Skøyen – stacja kolejowa w Oslo na linii Oslo – Drammen, oddalona 4 km od stacji Oslo Sentralstasjon.

## Ruch pasażerski
Jest stacją położoną na średnicy kolei miejskiej w Oslo. Służy zarówno ruchowi dalekobieżnemu jak i podmiejskiemu. W ciągu dnia odchodzi z niej ok. 15 pociągów na godzinę. Bezpośrednie połączenia z Oslo, Drammen, Lillehammer, Spikkestad, Moss.
Przez stację przechodzą następujące linie SKM:
| Numer | Stacja początkowa | stacja końcowa |
| ----- | ----------------- | -------------- |
| 300   | Skøyen            | Gjøvik         |
| 400   | Drammen           | Lillestrøm     |
| 440   | Skien             | Dal            |
| 450   | Kongsberg         | Eidsvoll       |
| 460   | Skøyen            | Kongsvinger    |
| 500   | Skøyen            | Ski            |
| 550   | Spikkestad        | Moss           |
| 560   | Skøyen            | Rakkestad      |

Pociągi linii 400 odjeżdżają co pół godziny; na odcinku między Asker a Lysaker jadą trasą Drammenbanen a  między Oslo Sentralstasjon a Lillestrøm jadą trasą Hovedbanen.
Pociągi linii 440 odjeżdżają co godzinę; od Asker jadą trasą Askerbanen a między Oslo a Lillestrøm jadą trasą Gardermobanen.
Pociągi linii 450 odjeżdżają co godzinę; od Asker jadą trasą Askerbanen a między Oslo a Lillestrøm jadą trasą Gardermobanen.
Pociągi linii 500 odjeżdżają co pół godziny; część pociągów w godzinach poza szczytem nie zatrzymuje się na wszystkich stacjach.
Pociągi linii 550 odjeżdżają co pół godziny w szczycie i co godzinę poza szczytem; od Asker jadą trasą Askerbanen.
Pociągi linii 560 odjeżdżają co godzinę. Jest to ich jedyne miejsce zatrzymania między Oslo i Ski.

## Obsługa pasażerów
4 automaty biletowe, poczekalnie, wózki bagażowe, winda peronowa, przystanek autobusowy, postój taksówek